# Simon Ier de Paderborn
Ne doit pas être confondu avec Simon Ier de Lippe.
Simon Ier de Lippe ou Simon Ier de Paderborn (° v. 1196 ; † 6 juin 1277) fut évêque de Paderborn de 1247 à 1277.

## Biographie
Simon était le fils du noble Herman II de Lippe et d'Oda de Tecklenburg (de), fille du comte Simon I de Tecklenburg (de) et de la comtesse Oda de Berg-Altena. Il ne doit pas être confondu avec son petit-neveu le comte Simon Ier de Lippe.
Au sein de la maison de Lippe, Simon était considéré comme intrigant et querelleur. Il a commencé sa carrière comme prévôt du couvent des chanoines de Bursdorf (de) à Paderborn. En 1247, il devint évêque de Paderborn et se disputa avec les archevêques de Cologne, principalement sur des questions de fief et de droits de fortification. Lors de la bataille de Wulfskamp (près de Brechten, près de Dortmund) en 1254, il fut vaincu par l'archevêque Konrad de Cologne et l'évêque Otto II de Munster et fut fait prisonnier de 1254 à 1256.
De 1257 à 1259, il fut également administrateur de l'archidiocèse de Brême pour son vieil oncle, l'archevêque Gérard II de Brême. Il tenta en 1258/59 d'imposer son neveu, le prévôt de la cathédrale Gérard de Lippe, pour en assurer la succession, dans le Stift de Brême, mais échoua d'imposer sa volonté par la force avec la bataille de Munderloh contre le prince-archevêque de Brème, Hildebold de Wunstorf (de).
De 1260 à 1266, il fut administrateur de l'abbaye de Corvey.
En 1267, il forme une alliance avec l'électorat de Cologne contre la maison de Juliers, qui le retient captif à Münster jusqu'en 1269 après la bataille de Zülpich. Bernard IV de Lippe le libéra et laissa son oncle Simon et son frère Herman III se quereller et enfin se réconcilier.
En 1270, Simon envoie des guerriers westphaliens en Hesse « par haine d'Henri Ier de Hesse » afin d'y dévaster le pays. La plupart des Westphaliens ont été tués ou capturés près de Holzhausen (non loin de Fritzlar).
En 1275, Simon devint le tuteur de son petit-neveu Simon Ier de Lippe, le fils de Bernard. Simon mourut le 6 juin 1277.